# John Anderson (Schauspieler)
John Anderson (* 20. Oktober 1922 in Clayton, Illinois; † 7. August 1992 in Los Angeles) war ein US-amerikanischer Schauspieler.

## Leben und Karriere
Anderson wuchs in Quincy im US-Bundesstaat Illinois auf. Vor seiner Schauspielkarriere arbeitete Anderson während des Zweiten Weltkriegs bei der United States Coast Guard. Danach erwarb er einen Masterabschluss im Studiengang Drama von der University of Iowa. 1950 stand er erstmals für eine Fernsehproduktion vor der Kamera, ab 1951 wirkte er in New York an mehreren Broadway-Produktionen mit. Eine kleine Rolle in der Filmbiografie The Eddie Cantor Story über Eddie Cantor bedeutete 1953 sein Kinodebüt.
Ab den späten 1950er-Jahren wurde Anderson allmählich zu einem vielbeschäftigten Nebendarsteller im amerikanischen Film und Fernsehen. Eine seiner bekanntesten frühen Rollen hatte er als Gebrauchtwagenhändler California Charlie in Alfred Hitchcocks Thrillerklassiker Psycho (1960). Im Fernsehen wirkte er insbesondere an populären Westernserien wie Bonanza, Rauchende Colts, Westlich von Santa Fé und Big Valley mit. Fünfmal in seiner Karriere spielte Anderson den Westernhelden Virgil Earp. Eine weitere historische Person, die Anderson gleich dreimal verkörperte, war der amerikanische Präsident Abraham Lincoln. Er sah diesem sehr ähnlich, außerdem war er wie Lincoln sehr groß, nämlich fast zwei Meter. Daneben spielte er 1979 in der Miniserie Weißes Haus, Hintereingang (Backstairs at the White House) den Präsidenten Franklin D. Roosevelt.
Dem deutschen Publikum wurde John Anderson auch durch seine wiederkehrende Rolle als Harry Jackson, der Großvater von MacGyver, in insgesamt fünf Folgen der Hitserie MacGyver zwischen 1985 und 1990 bekannt. In einer weiteren wiederkehrenden Nebenrolle verkörperte er von 1983 bis 1989 Dr. Herbert Styles in der Serie Dallas. Insgesamt umfasst Andersons filmisches Schaffen zwischen 1950 und 1992 rund 245 Film- und Fernsehproduktionen.
John Anderson verstarb 1992 im Alter von 69 Jahren an einem Herzinfarkt. Er hinterließ zwei Kinder sowie fünf Enkelkinder. Er wurde eingeäschert und seine Asche ins Meer gestreut. Dies geschah im Rahmen seiner Mitgliedschaft bei der „Neptune Society“.

## Filmografie (Auswahl)

### Film
- 1953: The Eddie Cantor Story
- 1958: Der blonde Köder (The True Story of Lynn Stuart)
- 1959: Der letzte Zug von Gun Hill (Last Train from Gun Hill)
- 1960: Auf schrägem Kurs (The Wackiest Ship in the Army)
- 1960: Psycho
- 1962: Sacramento (Ride the High Country)
- 1962: Auf glühendem Pflaster (Walk on the Wild Side)
- 1962: Das letzte Kommando (Geronimo)
- 1965: Geheimagent Barrett greift ein (The Satan Bug)
- 1965: Vierzig Wagen westwärts (The Hallelujah Trail)
- 1966: Namu, der Raubwal (Namu, the Killer Whale)
- 1966: Der Glückspilz (The Fortune Cookie)
- 1967: Mordbrenner von Arkansas (Welcome to Hard Times)
- 1968: Totem (Day of the Evil Gun)
- 1968: Todfeinde (Five Card Stud)
- 1968: Sein Name war Gannon (A Man Called Gannon)
- 1969: Hochwürden dreht sein größtes Ding (The Great Bank Robbery)
- 1969: Der gnadenlose Rächer (Young Billy Young)
- 1970: Wenn es Nacht wird in Manhattan (Cotton Comes to Harlem)
- 1970: Das Wiegenlied vom Totschlag (Soldier Blue)
- 1971: Man and Boy
- 1972: The Stepmother
- 1972: Molly und der Gesetzlose (Molly and Lawless John)
- 1973: Unternehmen Staatsgewalt (Executive Action)
- 1973: Im Dutzend zur Hölle (Il consigliori)
- 1974: Die Weltumsegelung (The Dove)
- 1977: Die Lincoln-Verschwörung (The Lincoln Conspiracy)
- 1980: Das ausgekochte Schlitzohr ist wieder auf Achse (Smokey and the Bandit II)
- 1982: Asche und Glut (Ashes and Embers)
- 1986: Lance – Stirb niemals jung (Never Too Young to Die)
- 1988: Acht Mann und ein Skandal (Eight Men Out)
- 1989: Mörderische Unschuld (Deadly Innocents)
- 1991: Babe Ruth – Die Baseball-Legende (Babe Ruth)

### Fernsehen
- 1950: Fireside Theatre (1 Folge)
- 1957–1960: Abenteuer im wilden Westen (Dick Powell’s Zane Grey Theater, 4 Folgen)
- 1958: Abenteuer unter Wasser (Sea Hunt, 3 Folgen)
- 1958–1973: Rauchende Colts (Gunsmoke, 12 Folgen)
- 1959: Richard Diamond, Privatdetektiv (Richard Diamond, Private Detective, 1 Folge)
- 1959–1960: Black Saddle (2 Folgen)
- 1959–1963: Westlich von Santa Fé (The Rifleman, 11 Folgen)
- 1960: Kein Fall für FBI (The Detectives, 3 Folgen)
- 1960–1961: Wyatt Earp greift ein (The Life and Legend of Wyatt Earp, 6 Folgen)
- 1960–1963: Am Fuß der blauen Berge (Laramie, 6 Folgen)
- 1960–1963: Twilight Zone (4 Folgen)
- 1960–1969: Bonanza (3 Folgen)
- 1962–1969: Die Leute von der Shiloh Ranch (6 Folgen)
- 1964–1965: Tausend Meilen Staub (Rawhide, 2 Folgen)
- 1964–1965: Auf der Flucht (The Fugitive, 2 Folgen)
- 1965: Alfred Hitchcock Presents (1 Folge)
- 1971: Hawaii Fünf-Null (1 Folge)
- 1975: Unsere kleine Farm (Little House on the Prairie, 1 Folge)
- 1975: Barnaby Jones (1 Folge)
- 1976: Reich und Arm II (Rich Man, Poor Man – Book II, 7 Folgen)
- 1977–1982: Quincy (3 Folgen)
- 1979: Weißes Haus, Hintereingang (Backstairs at the White House, Miniserie, 4 Folgen)
- 1979: Der unglaubliche Hulk (The Incredible Hulk, 1 Folge)
- 1980: Die Schnüffler (Tenspeed and Brown Shoe, 1 Folge)
- 1981: Hart aber herzlich (Hart to Hart, 1 Folge)
- 1983: M*A*S*H (1 Folge)
- 1983–1989: Dallas (9 Folgen)
- 1984: Trio mit vier Fäusten (Riptide, 1 Folge)
- 1985: Fackeln im Sturm (North and South, Miniserie, 1 Folge)
- 1985–1990: MacGyver (5 Folgen)
- 1988: Hunter (1 Folge)
- 1989: Raumschiff Enterprise: Das nächste Jahrhundert (Star Trek: The Next Generation, Folge 3x03)
- 1990: Matlock (1 Folge)
- 1991: Mord ist ihr Hobby (Murder, She Wrote, 1 Folge)
- 1992: Jake und McCabe (1 Folge)